# Hvittingfoss
Hvittingfoss este o localitate din comuna Kongsberg, provincia Buskerud, Norvegia, cu o suprafață de 1,15 km² și o populație de 1.149 locuitori (2013).